# Kloster Heidberg

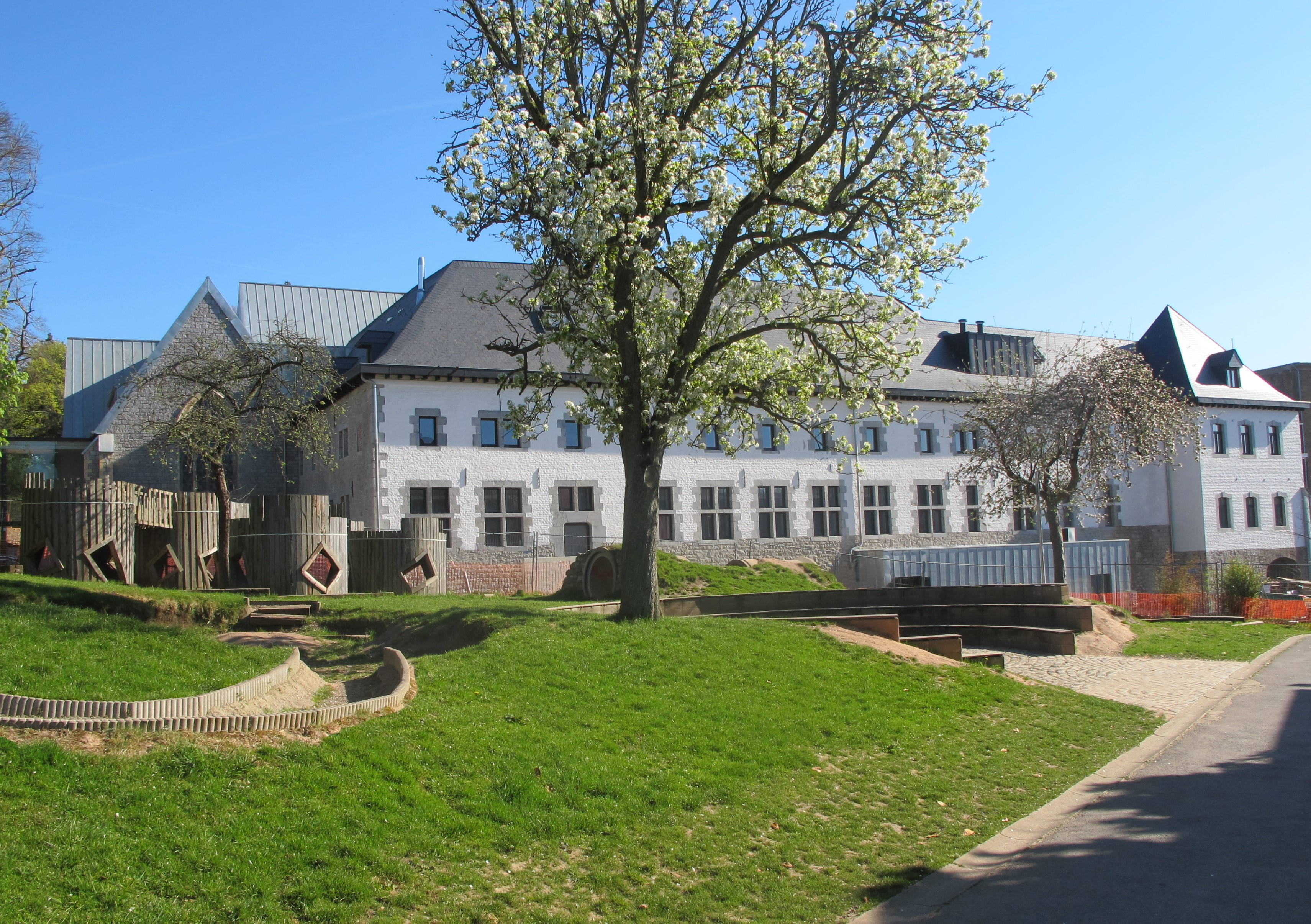
Kloster Heidberg

Das Kloster Heidberg ist eine christlich-pädagogische Bildungseinrichtung in Eupen und das einzige Zeugnis klösterlicher Baukultur des 18. Jahrhunderts in der Deutschsprachigen Gemeinschaft. Die Anlage wurde in mehreren Bauabschnitten zwischen 1700 und 1727 als Mutterhaus von dem 1623 gegründeten Orden der Franziskanerinnen vom heiligsten Herzen Jesu, Rekollektinnen errichtet und ab 1854 anstelle der ursprünglich vorhandenen kleinen Kapelle mit der Herz-Jesu-Kirche im neugotischen Stil ausgestattet. Im Jahr 1966 wurde der Standort als Mutterhaus des Ordens aufgegeben und die Verwaltung nach Ramersdorf bei Bonn verlegt.
Zwischen 1918 und 1996 diente die Klosteranlage unter anderem als Lyzeum sowie anschließend nach der Fusion mit dem Collège Patronné als Pater-Damian-Sekundarschule Eupen. Nachdem im Jahr 2007 der Komplex in den Besitz der Regierung der Deutschsprachigen Gemeinschaft übergegangen war, wurde er zu einem Seminar- und Eventzentrum umgebaut und 2014 neu eröffnet.
Die ehemaligen Klostergebäude stehen seit 1992 unter Denkmalschutz.

## Geschichte
Im Jahr 1623 gründete Johanna von Neerinck mit Unterstützung des Rekollektenpaters Petrus Marchant in Limbourg bei Dolhain die Gemeinschaft der regulierten Terzianerinnen des Heiligen Franziskus, deren Ordensregeln 1634 vom Papst bestätigt wurden. Auf Initiative einiger Ordensschwestern und des Lütticher Bürgermeisters Theodor Goer de Herve wurde 1698 beim politisch zuständigen König Karl II. von Spanien beantragt, in Eupen einen Klosterneubau für den Orden errichten zu dürfen. Dieser genehmigte den Antrag mit der Auflage, dort eine öffentliche Schule für Mädchen einzurichten. Daraufhin erwarben die Nonnen um 1700 eine Wiese auf dem „Heidberg“ und ließen dort in mehreren Abschnitten eine großräumige Klosteranlage erbauen. Zunächst entstand mit der Grundsteinlegung am 23. September 1700 der Nordflügel, dem 1722 der Ostflügel mit der 1724 eingeweihten Klosterkapelle sowie 1727 der Westflügel folgte.
In diesen Anfangsjahren wurden ausschließlich Töchter aus gut betuchten Familien im Lesen, Schreiben, Rechnen und Nähen unterrichtet. Am 1. Mai 1740 wurde das Kloster Opfer eines Raubüberfalls von plündernden Bockreitern, der jedoch durch das Hämmern einer Nonne auf die Kapellenglocke abgewehrt werden konnte.
Während der Zeit der französischen Besatzung ab 1795 war auch das Kloster von der Säkularisation betroffen. Jedoch mit der Zusage, diese Einrichtung fortan als allgemeinbildende Volksschule für die gesamte Bevölkerung zu öffnen, wurde den Schwestern der Weiterbetrieb der Schule und ihre dortige Wohnberechtigung weiterhin genehmigt, allerdings in weltlicher Kleidung. Nach dem Abzug der Franzosen und der Übernahme Ostbelgiens durch Preußen infolge des Wiener Kongresses im Jahr 1815 konnten die Schwestern ihre Einrichtung wieder als Kloster führen und ihre Ordensgewänder wieder anlegen. In den nächsten Jahren erlebte das Kloster Heidberg großen Zulauf und es musste sowohl das Pensionat erweitert als auch ab 1828 eine Sonntagsschule sowie eine Strick- und Nähschule eingerichtet werden. Im Jahr 1849 wurde zudem ein Nachbargrundstück erworben und das sich darauf befindende Wohnhaus als zusätzliches Pensionatsgebäude eingerichtet.
Schließlich ließ die Ordensleitung 1854 die Herz-Jesu-Kirche als Südflügel zum Kloster erbauen, die am 26. Mai 1856 durch Pfarrer Pauls eingesegnet und dem Heiligen Herzen Jesu geweiht sowie am 9. Juli 1868 durch den zuständigen Bischof des Erzbistums Köln, Paulus Melchers, feierlich konsekriert wurde. Das dornengekrönte Herz mit Kreuz ist ein wiederkehrendes Motiv im und am gesamten Gebäude. Die vormalige alte Kapelle wurde infolgedessen zur Sakristei umfunktioniert.
Noch vor dem Ersten Weltkrieg wurde der Bau eines weiteren Schulgebäudes erforderlich und nach dem Krieg erhielt im Jahr 1918 das Kloster die Anerkennung als staatliches zehnjähriges Lyzeum. 1937 wurde der Schulkomplex um einen Kindergarten und 1963 um ein weiteres neues Schulgebäude erweitert, da in anbetracht der ständig anwachsenden Schülerzahl die restlichen Bauten nicht mehr ausreichten, sowie 1968 mit einer großen Turnhalle ausgestattet.

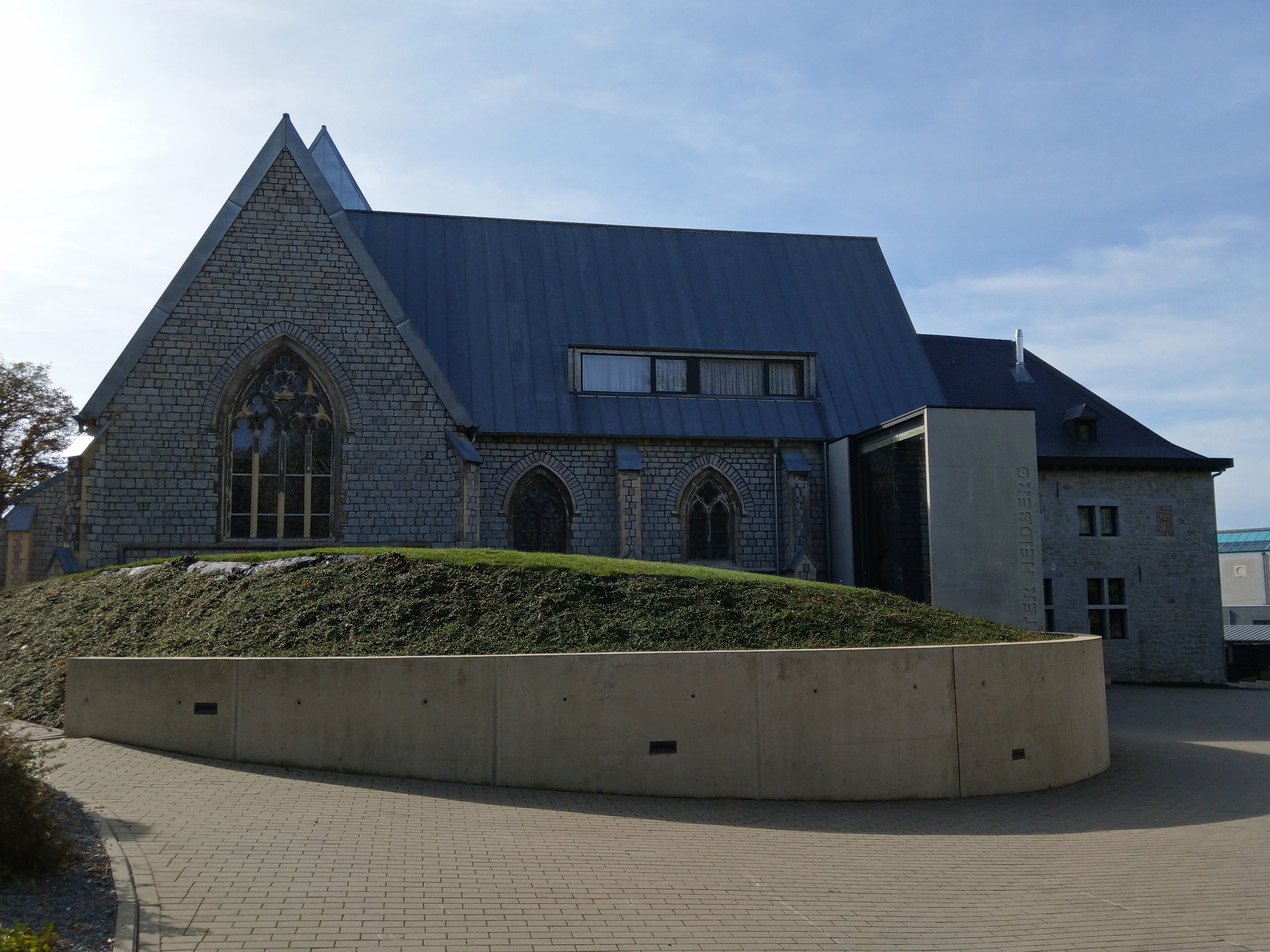
Anbau der Herz-Jesu-Kirche
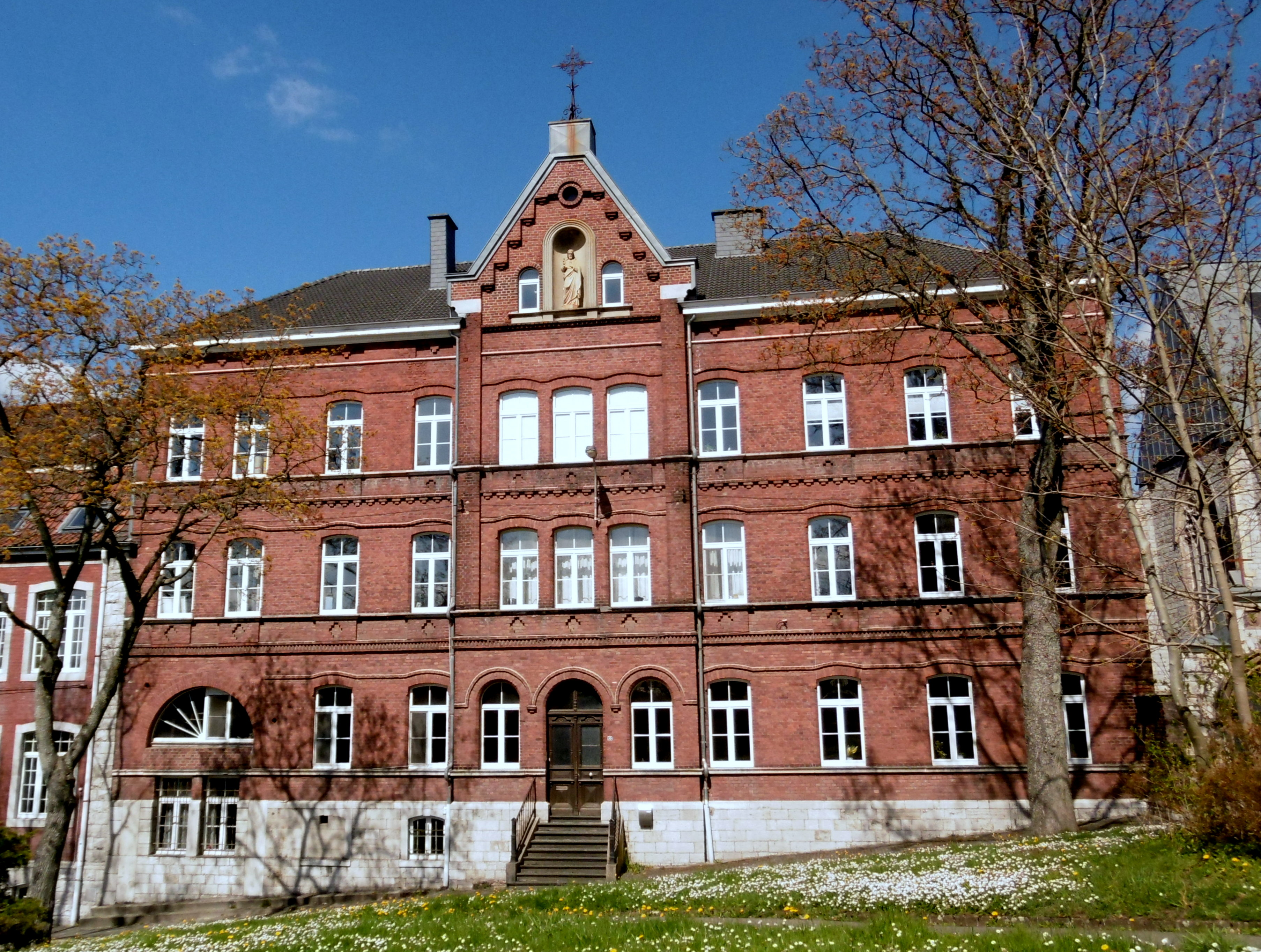
Schulanbau Kloster Heidberg
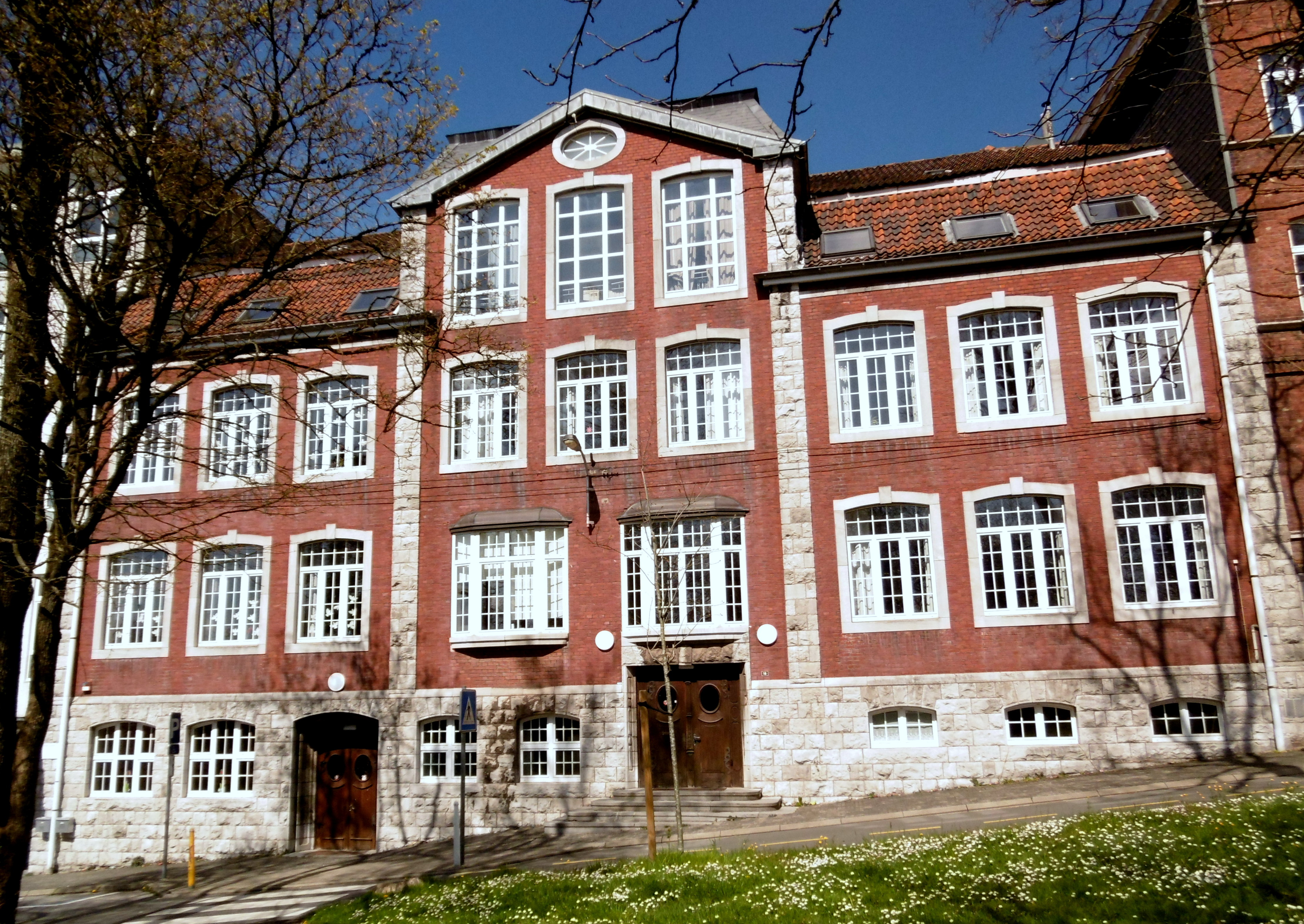
Schulanbau Kloster Heidberg
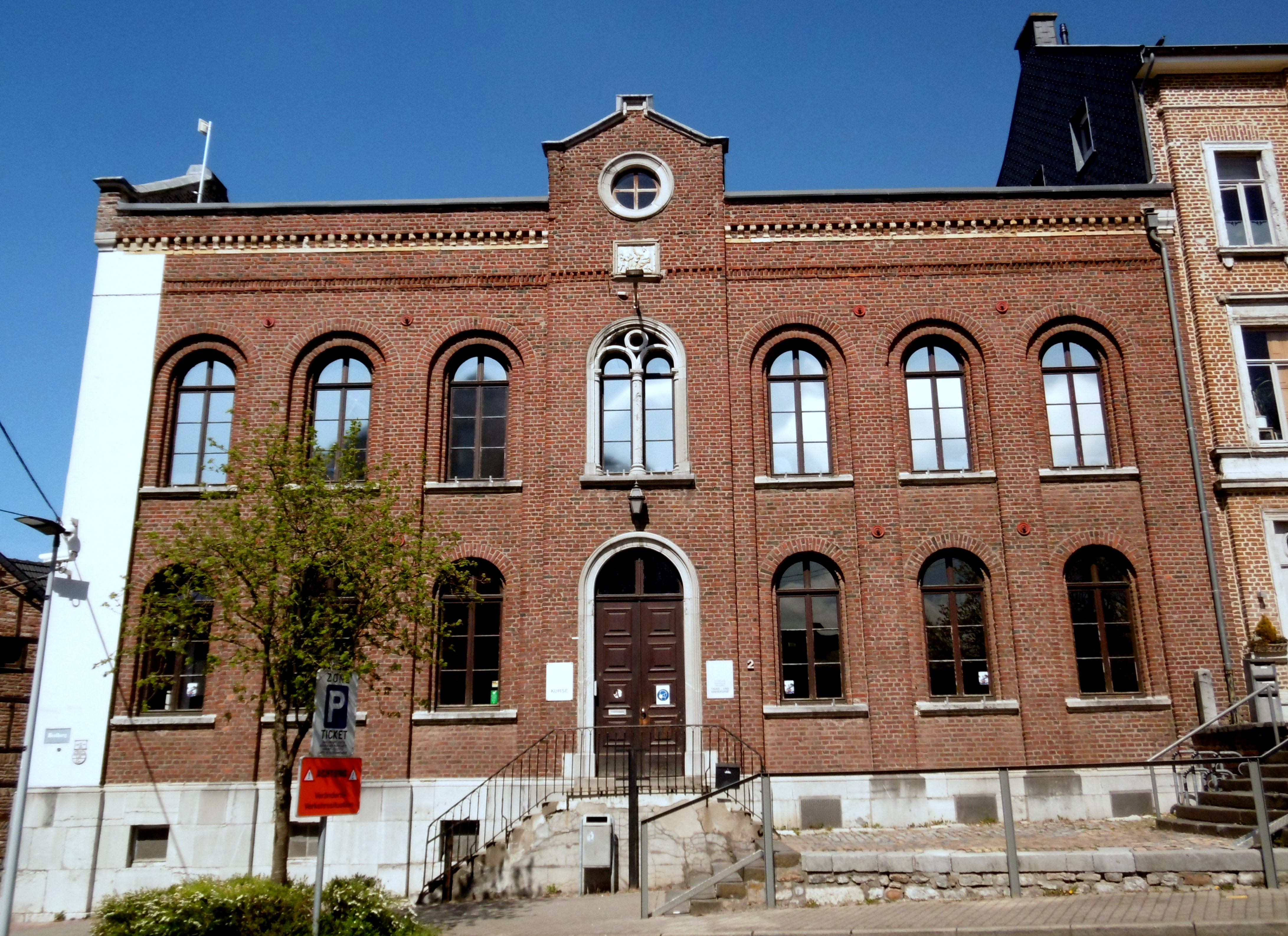
Eckanbau Kloster Heidberg

Zwischenzeitlich gab im Jahr 1964 die Ordensleitung den Standort als Mutterhaus auf und verlegte den Hauptsitz nach Ramersdorf bei Bonn, der 1920 als Niederlassung gegründet worden war und im Herbst 2018 mangels klösterlichen Nachwuchses anderen Verwendungen zugeführt wurde. Von 1964 bis 1972 wurden das Kloster und die Schule von den Annuntiatinnen aus Heverlee bei Löwen geleitet und kamen anschließend unter ziviler Leitung der „V.o.G. Heidberg“ (Vereinigung ohne Gewinnerzielungsabsicht Heidberg).
Nachdem im November 1984 ein Sturm das Gebäude des Kindergartens verwüstete, wurde am 19. Oktober 1986 der Grundstein für einen neuen Kindergarten gelegt, der jedoch erst im Januar 1988 bezogen werden konnte. Schließlich erfolgte 1996 die Fusion mit dem Collège Patronné, einem reinen Jungengymnasium, zur neuen Sekundarschule, die nach Pater Damian benannt wurde, einem heiliggesprochenen Ordenspriester der Arnsteiner Patres.
Der weitere Erhalt der seit 1992 unter Denkmalschutz gestellten alten Klostergebäude aus dem 18. und 19. Jahrhundert erwies sich für den bisherigen Eigentümer als zu kostspielig und daher wurde der Klosterkomplex zum Verkauf und für neue Verwendungen angeboten. Nachdem die Stadt Eupen einen Kauf abgelehnt hatte, übernahm schließlich 2007 das Parlament der Deutschsprachigen Gemeinschaft das Kloster Heidberg für einen symbolischen Euro. Am 2. Juli 2010 kam es infolge eines Blitzschlages zu einem Großbrand in der Herz-Jesu-Kirche, wobei der Dachstuhl völlig ausbrannte, die Feuerwehr jedoch ein Übergreifen auf die übrigen Klostergebäude verhindern konnte.
Nachdem mittlerweile die behördlichen Genehmigungen für die Sanierung der alten Gebäude erfolgt war, konnten im Mai 2012 die Umbauarbeiten des ehemaligen Klosters zu einem Bildungs- und Begegnungszentrum beginnen und die neue Einrichtung am 4. September 2014 eingeweiht werden.

## Baubeschreibung

### Klostergebäude
Die Anfang des 18. Jahrhunderts errichteten Gebäude sind in Form eines Dreiseithofes angelegt und mehrheitlich in Bruchsteinbauweise errichtet. Lediglich die Nordfassade des Nordflügels und die Innenseiten des Klosters bestehen aus Ziegelmauerwerk über einen massiven Sockel aus Bruchsteinen. In den Flügeln sind überwiegend Quersprossen- oder Kreuzsprossenfenster auf der Parterreebene eingebaut, wogegen in den Obergeschossen zumeist rechteckige und gekuppelte Fenster bevorzugt wurden, die fast alle mit Quadergewänden in Zahnschnittfolge aus Blaustein eingefasst sind. Für die Dächer wurde zumeist Schiefer verwendet und nur mit wenigen Fenstergiebeln ausgestattet.
Der als erstes Bauwerk in den Jahren 1700/1701 errichtete Nordflügel erstreckt sich über 14 Achsen und besteht aus zwei weiß getünchten Geschossen, dessen unteres als Hochparterre anzusehen ist. Das darunter liegende massive Sockelgeschoss gleicht die sich von Ost nach West in Richtung Stadt neigende Hanglage des Geländes aus und ist eher ein ausgebautes Kellergeschoss. An der Westseite des Nordflügels wurde in späteren Jahren ein fast quadratischer dreiachsiger Pavillon mit Stichbogenfenster und einem Zeltdach mit aufgesetztem Kreuz angebaut. Obwohl der Pavillon gegenüber der Flucht der Nordfassade des Nordflügels leicht vorsteht, ist er diesem dennoch optisch gleich gehalten, jedoch entspricht das Sockelgeschoss nunmehr einer vollwertigen Einheit, in der an der höchsten Stelle die Tordurchfahrt in den Innenhof eingelassen ist.
Der Ostflügel als zweites Bauwerk aus dem Jahr 1722 wurde als einschiffige Kapelle über vier schmale Joche und mit Spitzbogenfenster ausgestattet erbaut und ist mit einem Satteldach bedeckt. Nach dem Bau der Herz-Jesu-Kirche wurde diese als Seitenflügel in den Neubau integriert und zur Sakristei umfunktioniert. Ein im Mauerwerk eingearbeiteter Stein, auf dem ein dornengekröntes Herz mit Kreuz und vier stilisierten Blumen im Winkel aufgetragen sowie das Chronogramm: „CrVente Cor transfIXVM pIe aDorate“ (=1722) eingraviert ist, belegt das Baujahr der Kapelle.

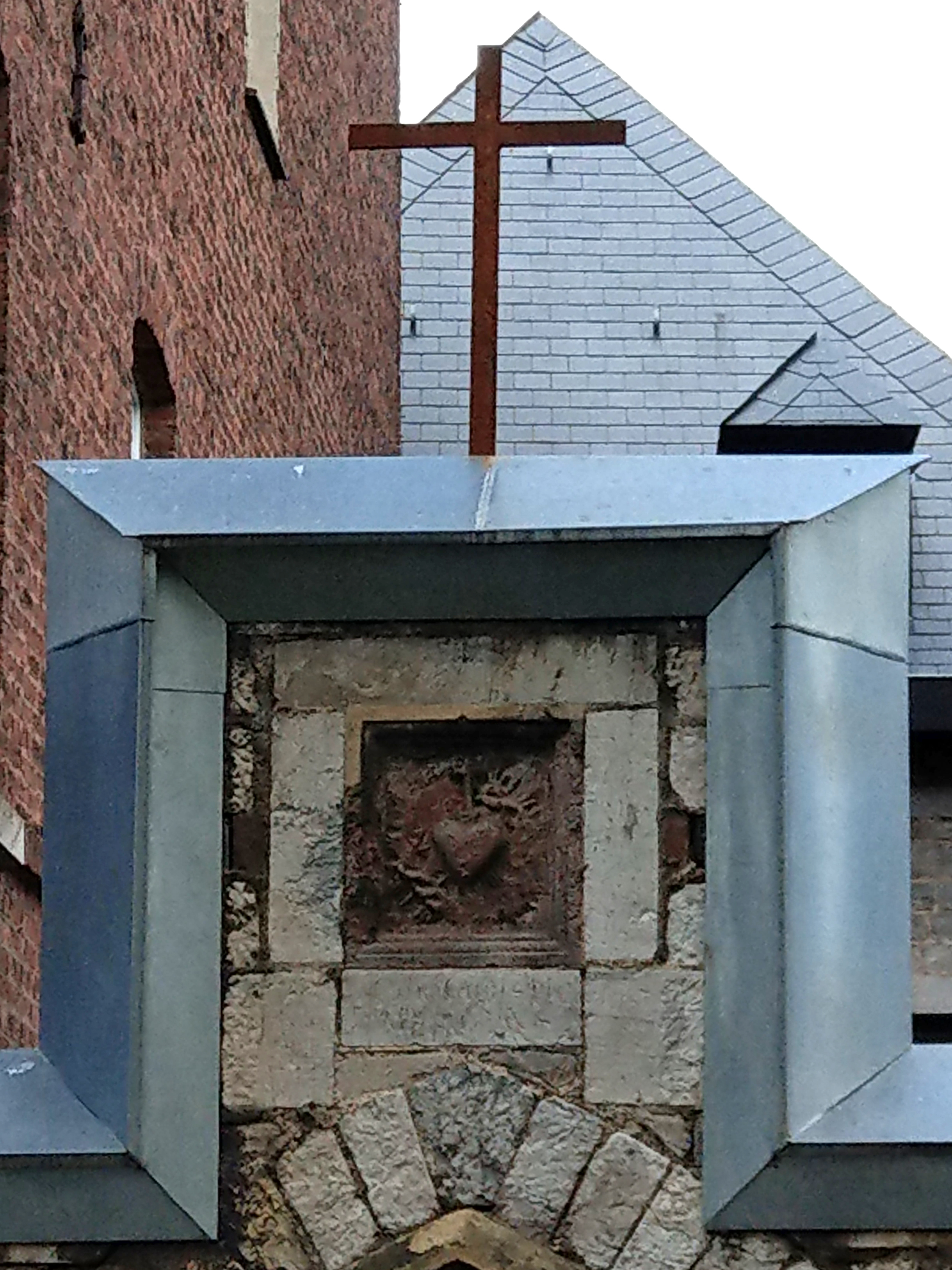
Reliefaufbau am Eingangsportal in der Einfriedungsmauer vor der Kirche

Der 1727 errichtete Westflügel der Klosteranlage diente als Haupteingang des Klosters, der sich an der Südfassade des Gebäudes befindet. Über dem herabhängenden Türsturz befindet sich heute ein Zementkeil mit der Inschrift „IHS 1698“ anstelle des ursprünglichen Keilsteins mit dem Chronogramm: „ChrIste, saLVator ConserVa anCILLas tVas In DILeCtIone CorDIs tVI“ (=1727).
Im Klostergang auf der Nordseite des Innenhofes findet sich auf einem Blausteinrahmen mit der Jahreszahl 1701 das gleiche Motiv als Hochrelief. Hier befanden sich einst auf dem Boden die Grabplatten der Ordensschwestern, die nach dem Umbau in die Seitenwand eingelassen wurden, darunter die Grabplatte von Goër de Herve, der Gründerin und ersten Ordensschwester des Hauses von 1722 bis 1737.
Der gesamte Besitz wurde mit einer Einfriedungsmauer versehen, die um 1707 erbaut worden sein muss. Dies belegt der Aufbau über dem neugotischen vorgelagerten und zur Einfriedungsmauer gehörenden Portal vor der Kirche, worin auf einem quadratischen Stein ebenfalls ein dornengekröntes Herz mit Kreuz und das Chronogramm „Cor ChrIstI aDoreMVs“ (=1707) eingearbeitet sind.

### Herz-Jesu-Kirche

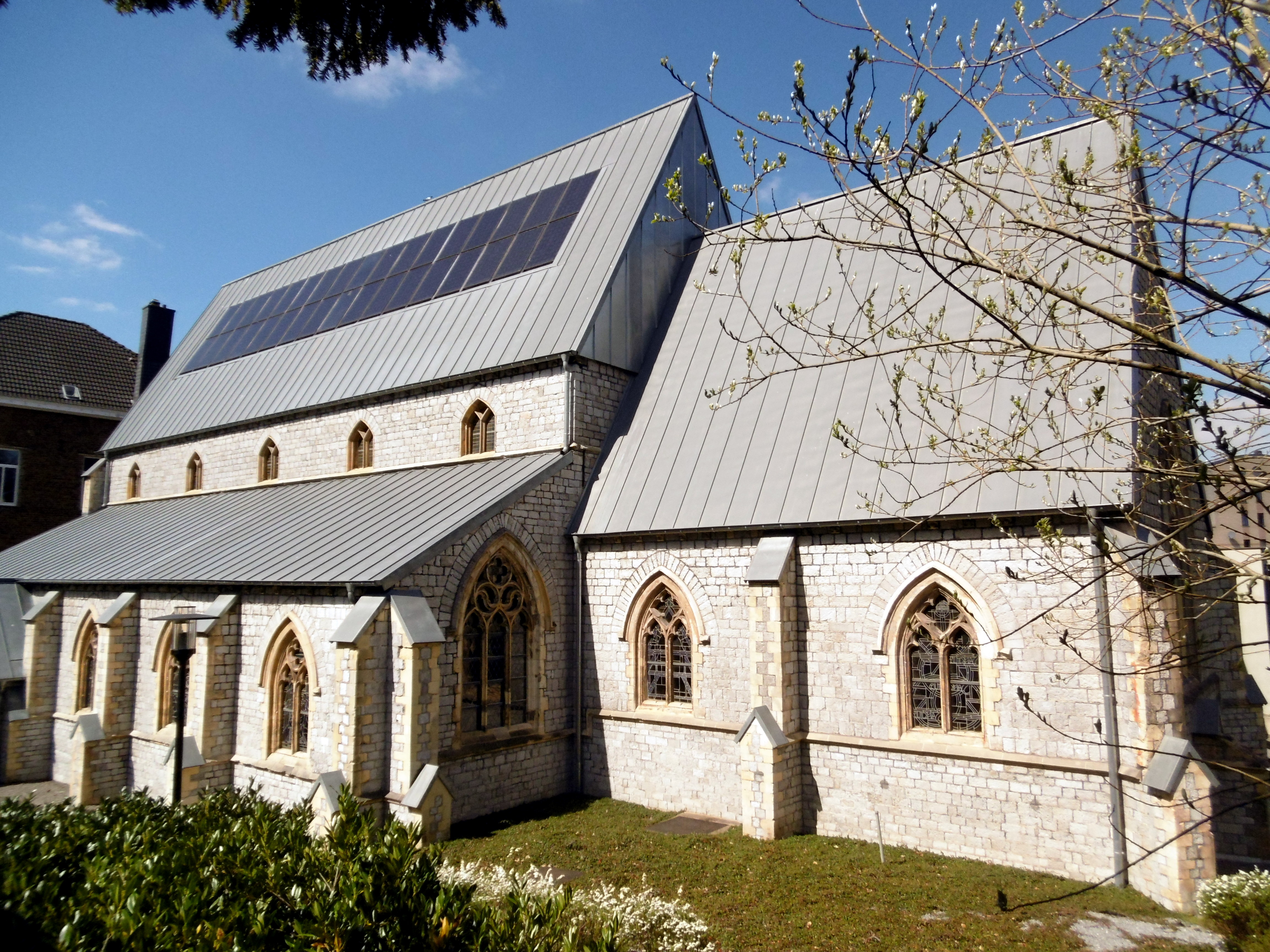
Herz-Jesu-Kirche

Die zwischen 1854 und 1856 nach Plänen des Lütticher Architekten G. Philip als neuer Südflügel erbaute Herz-Jesu-Kirche aus Bruchsteinen gilt als erste neugotische Kapelle im damaligen Kreis Eupen. Die im Stil einer dreischiffigen Basilika erbaute Kirche mit ihrem erhöhten Mittelschiff und den dort eingebauten Obergaden vermittelt einen breiten Eindruck und verleiht dem Gebäude den Charakter einer englischen Landkirche. Dabei liefen dem Architekten schon damals die Kosten aus dem Ruder und der Neubau wurde doppelt so teuer wie zuvor berechnet.
Das Langhaus erstreckt sich über fünf Joche, dem sich der über zwei Joche gehende etwas niedriger gehaltene Chor ohne Apsis-Anbau anschließt. Die einzelnen Jochabschnitte sind an den Außenwänden durch stützende Strebepfeiler getrennt und mit einem Spitzbogenfenster versehen. Das zweite Joch von links an der Straßenfront ist mit einem vorgebauten kleinen Portalbau versehen, der die Höhe des Seitenschiffes hat. Sowohl dieser Vorbau als auch das Kirchenschiff selbst ist mit einem spitzen Satteldach bedeckt, wobei das Langhaus bei der Sanierung nach dem Großbrand zusätzlich mit Sonnenkollektoren ausgestattet wurde.
Der helle und lichtdurchflutete Innenraum der Kirche wird gegliedert durch jeweils fünf mächtige Säulen rechts und links des Mittelschiffs auf Höhe der Scheidewände, die mit kleinen Kapitellen bestückt sind. Oberhalb dieser Kapitelle gehen die Säulen in die spitzbogigen Arkaden der Scheidewände über.
Das einheitliche Kirchenmobiliar wurde 1856 in Roermond angefertigt und in den 1960er-Jahren nach der Auflösung des Klosters als Mutterhaus und ersten Renovierungen herausgerissen, was in der Bevölkerung zu massiver Empörung führte. Die Kreuzwegstation und die Orgel auf einer Empore im Bereich des ersten Jochs sind jedoch erhalten geblieben.